# Puei-rainier
Puei Rainier (en francès Puyrenier) és un municipi francès situat al departament de la Dordonya i a la regió de la Nova Aquitània.

## Demografia
| 1962                                       | 1968 | 1975 | 1982 | 1990 | 1999 | 2007 |
| ------------------------------------------ | ---- | ---- | ---- | ---- | ---- | ---- |
| 68                                         | 58   | 63   | 52   | 62   | 55   | 59   |
| Des de 1962: població sense dobles comptes |      |      |      |      |      |      |

## Administració
| Període   | Identitat        | Partit |
| --------- | ---------------- | ------ |
| 1977-2008 | Edmonde Gury     |        |
| 2008-     | Pierre Varaillon |        |